# رنی اتلینا
رنالدو خوزه اُتُلینا پینتو (زادهٔ ۱۱ دسامبر ۱۹۲۸ – درگذشتهٔ ۱۶ مارس ۱۹۷۸) چهرهٔ سرشناس ونزوئلایی در زمینهٔ سینما و تلویزیون بود. او متولد شهر والنسیا، کارابوبو بود و با نام مستعار رنی اتلینا (به اسپانیایی: Renny Ottolina) فعالیت‌های هنری خویش را انجام می‌داد.

## اوایل زندگی
زمانی که او دو ساله بود، مادر او فوت کرد. در سن شش سالگی پدرش (مهاجر ایتالیایی) نقل مکان کرد و او را به کاراکاس برد و با مادر بزرگ پدریش تنها گذاشت تا خود به آلمان سفر کند. رنی نتوانست از دبیرستان فارغ‌التحصیل شود، اما در یادگیری سریع بود و بیشتر خود آموز بود. در سن هفده سالگی او شروع به کار در یکی از تنها تعداد انگشت شمار ایستگاه‌های رادیویی که وجود داشتند، رفت. این ایستگاه‌ها در آن زمان در کاراکاس به عنوان یک پخش‌کننده کار می‌کردند. با طرز بیان شیوا و آوای هارمونیک او، به سرعت تبدیل به یکی از گویندگان مورد علاقه و محبوب در میان شنوندگان شد. او زبان انگلیسی را هنگام کار در سفارت آمریکا در کاراکاس یادگرفته بود و به آن تسلط داشت.

## تلویزیون حرفه‌ای
رنی فعالیت‌هایش در تلویزیون را در سال ۱۹۵۲ میلادی در ایستگاه تلویزیونی ملی ونزوئلا آغاز کرد. سپس توسط ایستگاه تلویزیونی خصوصی RCTV استخدام شد و به عنوان مجری و میزبان برنامهٔ Lo de hoy (امروز) که صبحگاه به صورت متنوعی همراه با موسیقی و مصاحبه پخش می‌شد، کار کرد. در سال 1958 RCTV رنی اتلینا را به عنوان یک تهیه‌کننده مستقل به رسمیت شناخت و او برنامهٔ El Show de Renny را برای خودش مهیا کرد. این برنامه از پایه‌های ثابت شبکه شده بود.
در سال ۱۹۵۹ به شبکهٔ ABC رفت و در نیویورک به عنوان ستارهٔ تلویزیونی در ABC مجری‌گری کرد. او که تا آن زمان در زبان انگلیسی خود یک لهجه اندکی داشت، پس از گذشت زمانی کوتاه زبان و لهجهٔ خود را تقویت کرده و با برترین مجریان آمریکایی وارد عرصهٔ رقابت شد. پس از تقریباً یک سال ABC توانست ۴۵ درصد از سهام تلویسیا، اولین ایستگاه تلویزیونی خصوصی در ونزوئلا، که در آن اتلینا پست مدیر کلی داشت، را به دست آورد. اما رنی اتلینا زمانی که سهامش در بورس تهدید شد، از کار خود استعفا داد.
سپس به RCTV بازگشت و به عنوان مجری دوباره خود را نشان داد. او او میزبانی برنامه صبحگاهی را برای دو سال متوالی برعهده گرفت و پس از آن یک سال در کشور دیگری به خود مرخصی داد. با توجه به این بین سال‌های ۱۹۵۹ و ۱۹۶۱، ۱۹۶۲ و ۱۹۶۴، ۱۹۶۵ و ۱۹۶۷ او مدتی را به وقت‌گذرانی و استراحت در ایتالیا، فرانسه و لندن پرداخت.
در حال یکی از استراحت‌های خود در سال ۱۹۶۰ او میزبانی یک برنامه انگلیسی در شهر نیویورک و در ایستگاه تلویزیونی WABC-TV را برعهده گرفت. هنگامی که او در سال ۱۹۶۱ به کشورش بازگشت، دوباره فرمت خود در برنامه‌های صبح را بازیافت.
در سال ۱۹۶۵ رنی شروع به میزبانی یکی دیگر از نمایش‌های خود در شبکه RCTV به نام Renny Presenta... (حالا رنی…) را پخش کرد که شب یکشنبه روی آنتن می‌رفت و بیشتر روی موسیقی و تمرکز بر ونزوئلا و زیبایی‌های طبیعی آن معطوف بود.
در طول سال رنی با مهمانان مختلف و گاه سرشناسی من‌جمله شارل آزناوور، ری چارلز، الا فیتزجرالد، جکسون فایو، تام جونز، لوپه، میریام ماکبا، رافائل، الیس رجینا، استیوی واندر و زیمبو تریو مصاحبه‌هایی انجام داد.
در دهه هفتاد میلادی رنی شروع به داخل شدن به مسائل سیاسی ونزوئلا و انتقادات از فساد کارلوس آندرس پرز، رئیس جمهور ونزوئلا، پرداخت. او برنامهٔ خود در RCTV را با تصمیم مدیران شبکه از دست داد و نهایتاً به پیشنهاد دوستانش، به رادیو بازگشت.
او شروع به برپایی یک کمپین سیاسی کرد و خود را برای انتخابات ریاست جمهوری سال ۱۹۷۸ آماده می‌کرد تا رسماً وارد سیاست شود.
رنی نهایتاً در سال ۱۹۷۸ میلادی در سقوط هواپیمایی در نزدیکی پیکو نایگوئاتا واقع در مرز ایالت‌های میراندا و وارگاس درگذشت؛ در حالی که از ادامه مبارزات انتخاباتی خود برای ریاست جمهوری بازماند. مرگ نابهنگام او در سن ۴۹ سالگی و اوج محبوبیتش، منجر به ظن و شایعات متعددی عمدتاً مبتنی بر تئوری توطئه شده‌است.